# Leuchtturm Point of Ayre
Der Leuchtturm Point of Ayre (englisch Point of Ayre Lighthouse) und die Bauwerke in seiner Nähe sind Anlagen zur Befeuerung an der Nordspitze der Isle of Man in der Irischen See. Der 1818 errichtete Leuchtturm ist weiß gestrichen mit zwei roten Bändern und schwarzer Laterne und hat eine Höhe von 30 m. Bei klarem Wetter ist er von der Küste Schottlands aus zu sehen. Etwas unterhalb befindet sich ein Nebelhorn sowie direkt am Ufer ein zweiter, 10 m hoher Leuchtturm, der allerdings stillgelegt ist. Der Name Point of Ayre stammt von dem altnordischen Wort Eyrr, was Kiesstrand bedeutet.

## Geschichte

### Genehmigung und Bau
Zu Beginn des 19. Jahrhunderts bestand ein großes Interesse, die Schifffahrtswege sicherer zu machen. Verschiedene Handelsorganisationen setzten sich dafür ein und bewirkten einen Gesetzesentwurf, der vom lokalen Beleuchtungsausschuss beim britischen Parlament eingereicht werden musste, weil die Verwaltung auf der Isle of Man keine Befugnis für den Bau und Betrieb eines Leuchtturms hatte. In Liverpool erhielt die Gruppe von Beauftragten ihrer Handelsorganisationen ein Darlehen von 1500 Pfund. Darin enthalten war auch der Ankauf des Grundstückes bei der dort ansässigen Familie Portland. Entgegen der ursprünglichen Planung, nach der der Turm 1815 vollendet sein sollte, wurde er erst 1818 in der Art fertiggestellt, wie er heute noch zu sehen ist, denn er musste weiter landeinwärts gebaut werden als vorgesehen, nachdem festgestellt worden war, dass das Land pro Jahr um 7 Fuß erodierte. Außerdem konnten die notwendigen Baumaterialien nicht fristgerecht herbeigeschafft werden.

### Konstruktion

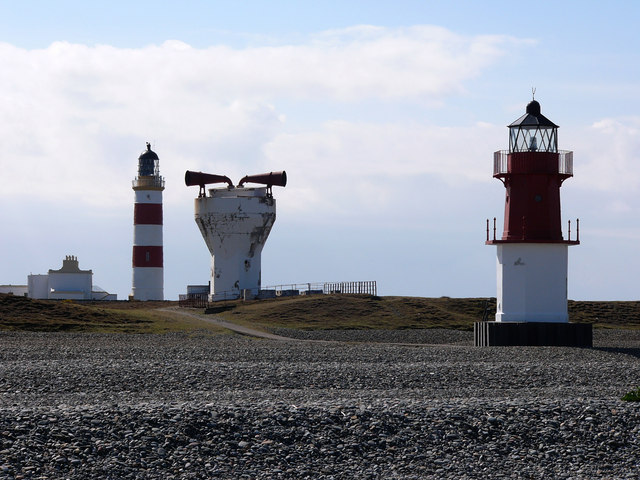
Ober- und Unterfeuer mit Nebelhorn dazwischen

Konstrukteur des Turms war der Schotte Robert Stevenson, ab 1815 Mitglied der Royal Society of Edinburgh, der den Bau von Leuchttürmen von seinem Schwiegervater übernommen hatte und später an seine Söhne weitergab. Stevenson war auch für den Bau weiterer Leuchttürme auf der Insel verantwortlich, namentlich das Ober- und Unterfeuer von Calf of Man (1819), seine Söhne für Chicken Rock (1875), Langness (1880), The Winkie (1890), Douglas Head (1892) und Maughold Head (1914).
1890 wurde in der Laterne eine Fresnel-Linse der Marke Barbier et Cie (Frédéric D. Barbier (1834–1912), BBT, seit 1901) aus Paris eingebaut, die noch heute in Betrieb ist. Die Beleuchtung rotiert auf Rollenlagern, die von einem mechanischen Uhrwerk angetrieben werden. Der Gewichtszug hängt an einer langen Kette im Turm und musste bis zu seiner Automatisierung manuell aufgezogen werden. Die Tragweite des Lichts beträgt 19 Seemeilen (35 km). Charakteristisch ist die Kennung des Leuchtfeuers mit einer Gruppe von vier weißen Lichtblitzen, die im Abstand von 20 Sekunden wiederholt werden.

### Zweiter Turm
Ebenfalls seit 1890 befeuerte an dieser Stelle im Abstand von etwa 230 m ein zweiter, kleinerer Leuchtturm – genannt „The Winkie“ – die Seestraße. Nachdem die Uferlinie sich aufgrund der kontinuierlichen Ablagerung von Kies deutlich seewärts verlagert hatte, wurde „The Winkie“ 1951 ebenfalls seewärts versetzt um etwa 75 m (nach anderen Angaben um 230 m). Er ist achteckig-zylindrisch, zweistufig, unten aus Beton, darüber aus Gusseisen. Er hat eine doppelte Galerie. Die obere Hälfte ist rot gestrichen, die untere weiß. Für die Translozierung um etwa 230 m im Jahr 1951 wurden der Betonfuß neu errichtet und das gusseiserne historische Stockwerk samt Laterne wieder aufgesetzt.
Nach eingehenden Untersuchungen der drei für die Irische See zuständigen Leuchtturmbehörden fand 2010 eine gemeinsame, eingehende Abstimmung auf die Sicherheitsaspekte der Seefahrt statt, mit dem Ergebnis, dass The Winkie nicht mehr benötigt werde. Er wurde daher am 7. April 2010 außer Betrieb gesetzt. 2015 wurde der Turm an eine Privatperson versteigert.

### Automatisierung
Zu der Anlage gehörte ferner ein  Diaphon (Nebelhorn), das bei günstigen Windverhältnissen auch im 26 Meilen entfernten Mull of Galloway vernommen werden konnte. Die von Kelvin-Diesel-Motoren angetriebene Sirene nutzte ein vibrierendes Ausströmen von Druckluft durch eine Klappe, um die großen, seewärts gerichteten Hörner in regelmäßigen Abständen zu blasen. Die Modernisierung der nautischen Navigation ließ das Nebelhorn 2005 überflüssig erscheinen und es wurde stillgelegt.
1993 wurde die Befeuerung automatisiert und die Leuchtturmwärter wurden abgezogen. Die Gebäude befinden sich seitdem in Privateigentum, werden aber weiter vom Northern Lighthouse Board unterhalten. Das ganze Gelände darf betreten werden, wenn die Privatsphäre des Eigentümers respektiert wird. Das Innere des Turms sowie aller Nebengebäude ist nicht öffentlich zugänglich.
Zu den Aufgaben der Leuchtturmbesatzung gehörte auch das Erfassen und Übermitteln von Wetterberichten im Dreistundenrhythmus an den Met Office in Ronaldsway im Süden der Insel. Point of Ayre gehörte zu den 13 ausgewählten Stationen, die vom Meteorologischen Amt für die Beobachtung des atlantischen Wettersystems als prädestiniert galten.